# Jeholosaurus shangyuanensis
Jeholosaurus shangyuanensis es la única especie conocida del género extinto  Jeholosaurus   (“lagarto de Jehol”) de dinosaurio ornitópodo hipsilofodóntido, que vivió a principios del período Cretácico, hace aproximadamente 124 millones de años, entre el Barremiense superior y el Aptiense inferior, en lo que es hoy Asia.

## Descripción
Jeholosaurus era un pequeño herbívoro bípedo. Debido a que los especímenes son juveniles, es difícil determinar el tamaño del adulto. El holotipo es de 71,1 centímetros. De largo con una cola de 35.6  centímetros de largo, casi la mitad de la longitud del animal completo. La longitud del cráneo es de 6,3 centímetros y las mandíbulas inferiores de la mandíbula son de 5,9 centímetros cada una. Las extremidades anteriores miden 25,4 centímetros de largo y las patas traseras miden 33 centímetros. El fémur mide 9 centímetros de largo y la tibia mide 10.7 centímetros.
Ambos cráneos están incompletos y tuvieron que ser parcialmente restaurados. Los especímenes referidos muestran una órbita extremadamente grande en comparación con el tamaño del cráneo, con una longitud del 40% de la longitud total del cráneo. Su hocico es corto, también comprende el 40% de la longitud del cráneo. Ambos rasgos son indicativos de un individuo juvenil .
El premaxilar tiene seis dientes y el maxilar tiene al menos trece dientes. Aunque la parte posterior, maxilar y los dientes tienen forma de abanico, como los de animal que come plantas, los dientes premaxilares delanteros son más estrechos y largos, más como un dinosaurio carnívoro. Esto puede significar que Jeholosaurus era omnívoro, comiendo tanto plantas como animales. El margen ventral profundamente insertado en el maxilar sugiere que las mejillas carnosas pueden haber estado presentes. Los nasales tienen una foramina grande dorsolateralmente y una fosa en la línea media. No se conservan palpebral. Aunque vértebras cervicales y vértebras caudales se han conservado, se desconoce su número exacto. El fémur está inclinado y tiene un trocánter anterior ligeramente más bajo que el trocánter mayor y un tercero tan estrecho como el último. Están separados por una hendidura poco profunda. Entre los cóndilos del fémur inferior está ausente el surco extensor anterior. El cuarto trocánter está colgando y se encuentra en una posición bastante alta. El pie tiene cuatro metatarsianos. El más largo es el metatarsiano III con una longitud de 5,5 centímetros. Se coloca más anterior que los otros metatarsianos. El metatarsiano I es más posterior y su parte superior se reduce transversalmente a una férula.

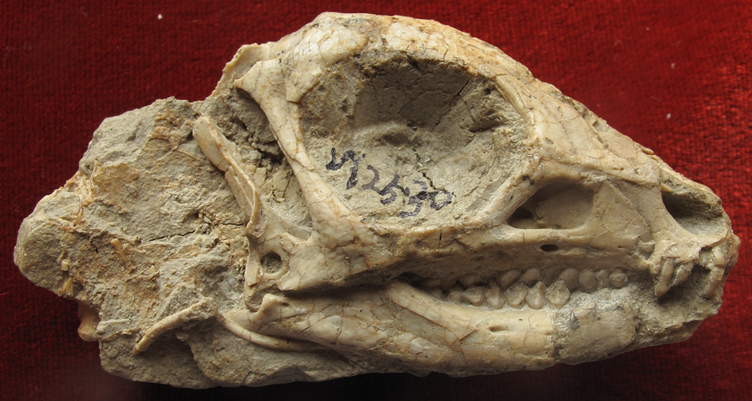
Cráneo, IVPP V12530

Algunos rasgos distintivos de Jeholosaurus incluyen el agrandamiento nasal laterodorsal agrandado, una fenestra cuadratojugal de más del 25% de la longitud cuadradojugal máxima, un cuadradojugal inferior al 30% de la altura del cráneo, un predentario con casi 150% de premaxilar la longitud del cuerpo, un dentario que se extiende hacia atrás casi hasta el borde posterior del ángulo ; y la garra del tercer dedo del pie es más larga que las otras falanges del tercer dedo del pie.

## Historia
Los dos primeros especímenes de Jeholosaurus se encontraron en 2000 en Lujiatun, cerca de la ciudad de Beipiao, provincia de Liaoning, China y fueron nombrados y descritos el mismo año por Xu Xing , Wang Xioalin y You Hailu . La especie tipo y la única conocida es Jeholosaurus shangyuanensis. El nombre genérico Jeholosaurus significa "lagarto de Jehol ", Jehol es el nombre de una provincia histórica situada en el oeste de Liaoning y el norte de Hebei . El nombre especificose refiere a la zona geográfica de Shangyuan donde se encuentra el sitio fósil.
El espécimen tipo de Jeholosaurus , en el que se basa el género, es IVPP  V 12529. Se encontró en una capa inferior de la formación Yixian, que data del Aptiano temprano, de unos 126 millones de años. Las capas consisten en arenisca fluvial intercalada con toba y se cree que se produjo una enorme erupción volcánica que enterraba todo dentro de un radio de 80 a 96 kilómetros. El holotipo contiene un cráneo comprimido y un esqueleto postcraneal parcial. El segundo espécimen, IVPP V 12530, fue referido a la especie. Consiste en un cráneo y algunas vértebras del cuello mejor conservadas, quizás más pequeñas. Ambos especímenes representan individuos juveniles o al menos subadultos.  Fueron encontrados en el año 2000, primero se realizó una descripción preliminar para luego realizar una descripción más detallada sobre la base de los nuevos ejemplares, tanto la craneal por Barrett y Han en 2009 como la postcraneal y el análisis filogenético por Han y colaboradores en 2012.

## Clasificación
Jeholosaurus es un ornitisquio,  como lo muestra su estructura pélvica de cuatro puntas con un hueso de pubis apuntando hacia abajo y hacia atrás, paralelo al isquion, mientras que un proceso prepúbico que apunta hacia adelante apoya el abdomen. Los descriptores no asignaron Jeholosaurus a ninguna familia, limitándose a una ubicación como Ornithischia incertae sedis. Usando el método comparativo, señalaron algunas similitudes con los Euornithopoda basales, una pequeña fenestra antorbital, el foramen en el cuadratojugal, un foramen cuadrático grande y la ausencia de una fenestra externa en la mandíbula inferior. Sin embargo, también notaron rasgos de euornitópodos derivados, como la forma del trocánter mayor y anterior del fémur, aunque el premaxilar no alcanzó el lagrimal, la articulación de la mandíbula es alta y el premaxilar estaban al mismo nivel que el maxilar superior, ambos rasgos basales. La sínfisis mandibular fusionada podría indicar una relación con laMarginocephalia . Los rasgos ornitischianos muy basales incluían la presencia de seis dientes en la premaxila con solo un sector corto sin dientes en el frente y una corta pausa con los dientes superiores. Los análisis cladísticos posteriores han recuperado una posición basal en ornithopoda. Fue incluido en la parafiletica Hypsilophodontidae por Zheng y sus colegas en 2009. Han et al. en 2012, encontró una topología similar a la que había encontrado Makovicky et al. en 2011, erigiendo un clado compuesto por Jeholosaurus , Haya y Changchunsaurus al que llamó Jeholosauridae.

### Filogenia
El siguiente cladograma se basa en los análisis de Makovicky et al. de 2011 y de Han et al. de 2012:
|  | Orodromeus    |
|  |               |
|  | Zephyrosaurus |
|  |               |

|  | Haya                                                             |
|  |                                                                  |
|  | \| \| Changchunsaurus \| \| \| \| \| \| Jeholosaurus \| \| \| \| |
|  |                                                                  |
|  | Changchunsaurus                                                  |
|  |                                                                  |
|  | Jeholosaurus                                                     |
|  |                                                                  |

|  | Changchunsaurus |
|  |                 |
|  | Jeholosaurus    |
|  |                 |

|  | Hypsilophodon      |
|  |                    |
|  | hacia Iguanodontia |
|  |                    |

|  | Haya                                                             |
|  |                                                                  |
|  | \| \| Changchunsaurus \| \| \| \| \| \| Jeholosaurus \| \| \| \| |
|  |                                                                  |
|  | Changchunsaurus                                                  |
|  |                                                                  |
|  | Jeholosaurus                                                     |
|  |                                                                  |

|  | Changchunsaurus |
|  |                 |
|  | Jeholosaurus    |
|  |                 |

|  | Hypsilophodon      |
|  |                    |
|  | hacia Iguanodontia |
|  |                    |

|  | Orodromeus    |
|  |               |
|  | Zephyrosaurus |
|  |               |

|  | Haya                                                             |
|  |                                                                  |
|  | \| \| Changchunsaurus \| \| \| \| \| \| Jeholosaurus \| \| \| \| |
|  |                                                                  |
|  | Changchunsaurus                                                  |
|  |                                                                  |
|  | Jeholosaurus                                                     |
|  |                                                                  |

|  | Changchunsaurus |
|  |                 |
|  | Jeholosaurus    |
|  |                 |

|  | Hypsilophodon      |
|  |                    |
|  | hacia Iguanodontia |
|  |                    |

|  | Haya                                                             |
|  |                                                                  |
|  | \| \| Changchunsaurus \| \| \| \| \| \| Jeholosaurus \| \| \| \| |
|  |                                                                  |
|  | Changchunsaurus                                                  |
|  |                                                                  |
|  | Jeholosaurus                                                     |
|  |                                                                  |

|  | Changchunsaurus |
|  |                 |
|  | Jeholosaurus    |
|  |                 |

|  | Hypsilophodon      |
|  |                    |
|  | hacia Iguanodontia |
|  |                    |